# بخش خشت
بخش خشت یکی از بخش‌های شهرستان کازرون در جنوب ایران و استان فارس و در همسایگی استان بوشهر است. زبان مردم خشت فارسی با لهجه محلی است. پیشه اصلی اهالی کشاورزی خصوصاً درخت نخل یا خرما است.
این بخش در سال ۱۳۸۷ با تقسیم بخش خشت و کمارج و دو به بخش کنارتخته و کمارج، بخش خشت تقسیم گردید.
بخش خشت از شرق با بخش کنارتخته و کمارج، از شمال با بخش مرکزی، شهرستان کوهچنار، ممسنی و از غرب و جنوب با استان بوشهر مرز مشترک دارد.

## جمعیت
طبق آمار سرشماری عمومی نفوس و مسکن سال ۱۳۹۵ جمعیت این بخش برابر با ۱۵٬۲۷۵ نفر بوده است.